# Operatie Flak
Onder de codenaam Operatie Flak werden in juli 1945 Duitse krijgsgevangenen vrijgelaten. 

## Geschiedenis
Tijdens de Tweede Wereldoorlog maakte de geallieerden veel krijgsgevangenen. Het betrof hier veelal soldaten, maar ook leden van andere onderdelen van het leger werd krijgsgevangen gemaakt. Tijdens Operatie Flak werden hoofdzakelijk vrouwelijke leden van de Wehrmacht vrijgelaten.